# 博耶 (內華達州)
博耶（英語：Boyer）是位於美國內華達州邱吉爾縣的鬼鎮。

## 歷史
博耶的郵局於1896年設立，其後於1914年停運。

## 地理
博耶所處的海拔為高於海平面1507米（即4944英呎），而該地所採用的時區為UTC-8，即太平洋时区（PST）。同時該地設有夏令時間，為UTC-8調快一小時，即UTC-7（PDT）。